# 적진 삼백리
적진 삼백리(적진삼백리)는 한국에서 제작된 김봉환 감독의 1965년 영화이다. 장동휘 등이 주연으로 출연하였고 박의순 등이 제작에 참여하였다.

## 출연

### 주연
- 장동휘
- 김혜정
- 김석훈
- 최성호

### 조연
- 박기수
- 이룡
- 추석양
- 이향

## 제작진
- 조명: 노군필